# 布里克维尔拉布卢埃特
布里克维尔-拉布卢埃特（法語：Bricqueville-la-Blouette，法語發音：[bʁikvil la blwɛt]）是法国芒什省的一个市镇，属于库唐斯区。

## 地理
布里克维尔-拉布卢埃特（49°2'3"N, 1°28'43"W）面积6.25 平方千米，位于法国诺曼底大区芒什省，该省份为法国西北部沿海省份，西、北、东北三面环大西洋，东起顺时针与卡爾瓦多斯省、奧恩省、马耶讷省和伊勒-维莱讷省接壤。
与布里克维尔-拉布卢埃特接壤的市镇（或旧市镇、城区）包括：格拉托、谢讷河畔图维尔、谢讷河畔厄格维尔、谢讷河畔奥尔瓦勒、圣皮埃尔德库唐斯、库唐斯。
布里克维尔-拉布卢埃特的时区为UTC+01:00、UTC+02:00（夏令时）。

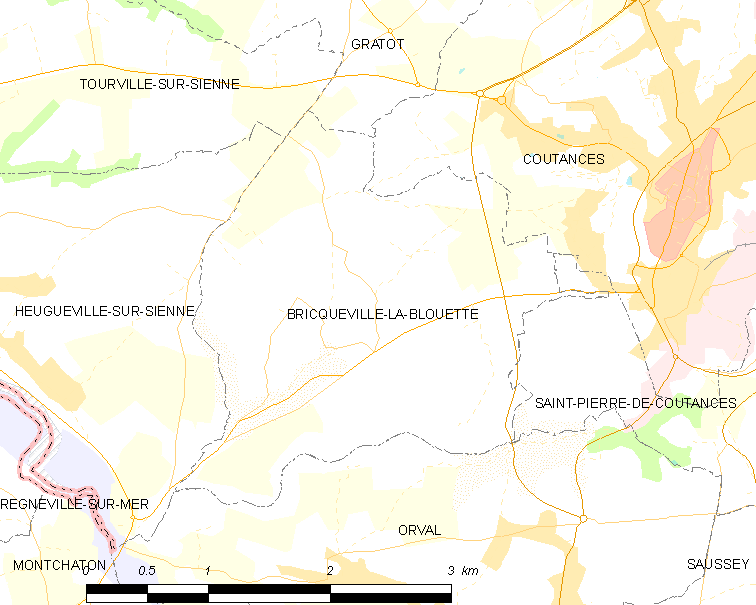
布里克维尔-拉布卢埃特的OSM定位图

## 行政
布里克维尔-拉布卢埃特的邮政编码为50200，INSEE市镇编码为50084。

## 政治
布里克维尔-拉布卢埃特所属的省级选区为库唐斯县。

## 人口
布里克维尔-拉布卢埃特于2022年1月1日时的人口数量为533人。

1962-2008年间布里克维尔-拉布卢埃特人口变化图示